# اینار فریس باستاد
اینار فریس باستاد (نروژی: Einar Friis Baastad; ۸ مهٔ ۱۸۹۰ – ۱ ژانویهٔ ۱۹۶۸) بازیکن فوتبال اهل نروژ بود.